# گل ملی
گل ملی به گل یا گیاهی گفته می‌شود که نماد یک کشور است. در حال حاضر حدود ۱۰۰ کشور جهان دارای گل ملی هستند؛ برخی از کشورها دارای یک نشان گل در سراسر کشور هستند و برخی علاوه بر این دارای نمادهایی هستند که زیربخش‌ها را نشان می‌دهند. فرآیندهای مختلفی برای اتخاذ این نمادها استفاده شده‌است؛ برخی از آن‌ها توسط نهادهای دولتی اعطا می‌شوند، در حالی که برخی دیگر نتیجه نظرسنجی‌های عمومی غیررسمی هستند. انتخاب یک گیاه به عنوان گل ملی ارتباط عمیقی با ویژگی‌های یک کشور دارد و عواملی چون کثرت انتشار، اختصاص رویش گیاه در نواحی یک کشور، مذهب، تاریخ، اسطوره‌ها و خصوصیات فرهنگی مردم کشور در ارتباط با این انتخاب هستند.
از گل‌های ملی‌ای که روئیدن آن‌ها به‌طور طبیعی تنها به حوزهٔ یک کشور به‌خصوص محدود شده‌است، می‌توان از گل زنگوله‌ای شیلی در شیلی، گل شکرپاره در آفریقای جنوبی، آکاسیای طلایی در استرالیا، سرخس نقره‌ای در نیوزیلند نام برد. رز از نظر کثرت قرار گرفتن در جایگاه گل ملی مقام نخست را دارد و در ۹ کشور ایالات متحده آمریکا، انگلستان، ایتالیا، ایران، رومانی، عراق، مراکش، لوکزامبورگ، بلغارستان به عنوان گل ملی انتخاب شده‌است. رتبه دوم به گل ارکیده تعلق دارد. ۷ کشور که بیشتر در آمریکای جنوبی قرار دارند، ارکیده را به عنوان گل ملی خود انتخاب کرده‌اند. در رتبه‌های بعدی لاله و یاس قرار دارند. ۳ گل نیلوفر آبی، گل محمدی و لاله گل‌های ملی ایران هستند.

## تعریف
گل ملی به گل یا گیاهی که نماد یک کشور است، گفته می‌شود. انتخاب گل ملی به مانند سرود ملی یا پرچم ملی کمتر به صورت رسمی انجام می‌شود و معمولاً روال این انتخاب به این صورت است که در زمانی نامعلوم تحت تأثیر عشق و علاقه یا رسوم مردم هر کشور، گلی به این عنوان شهرت پیدا می‌کند. بنابر همین اصل است که در کشورهایی که دارای تاریخی کهن هستند و از ملت‌های گوناگون تشکیل شده‌اند کمتر پیش می‌آید که تنها یک گل به عنوان گل ملی داشته باشند و چندین گل در این نوع کشورها به عنوان نماد مورد علاقه و توجه مردم است. در این نوع کشورها ممکن است انتخاب گل ملی بر اساس ناحیه یا استان تفاوت داشته باشد. برای نمونه در کشور ایالات متحده آمریکا هر ایالت دارای گل محلی مخصوصی است همچنین در ژاپن نیز از سال ۱۹۵۴ میلادی، برای هر یک از استان‌های ۴۷ گانهٔ این کشور گل محلی به‌خصوصی تعیین شده‌است.

## تاریخچه

گل داوودی گل ملی ژاپن است و داودی ۱۶ پر دو لایه نماد امپراتور ژاپن است.

بنابر نظریه‌ها سرآغاز انتخاب گل ملی به حدود ۴۰۰۰ سال پیش و به مصر باستان بر می‌گردد. مصر اولین کشوری بود که گل نیلوفر آبی را گل ملی کشورش قرار داد. در دوره آغازین دودمانی مصر (۲۷۰۰–۳۰۰۰ پیش از میلاد مسیح) شاه نماد مصر علیا را یک نوع جَگن و نماد مصر سفلی را یکی از زنبورداران قرار داد. اما اینکه یک گیاه به‌خصوص در این دوره نماد کشور بوده‌است یا خیر مشخص نیست. بر طبق دیگر نظریه‌ها اگر ارتباط مستقیم‌تر در نظر گرفته شود، منشأ آنچه امروزه به عنوان گل ملی شناخته می‌شود به قرن نوزدهم و کشور انگلستان بر می‌گردد. در این دوره گل‌هایی که پیشتر در ادبیات با اسطوره‌ها به شهرت رسیده بودند به عنوان گل نمایندهٔ یک کشور انتخاب و شناخته شدند و نام گل ملی به آنان تعلق گرفت.
در ایران گل نیلوفر از نظر باورهای مردمی با خورشید و احیاناً با میترا/ مهر (ایزد ایرانی) در پیوند بوده‌است. یکی از عوامل ایجاد چنین پیوندی به احتمال در این بوده که زمان شکوفایی سالانه گل نیلوفر (نیلوفر باغی) و نیز زمان شکوفایی روزانه آن با خورشید هماهنگ است. زمان گل‌دهی نیلوفر از اوایل تابستان آغاز می‌شود؛ یعنی زمانی که خورشید به بالاترین ارتفاع خود رسیده و روزها به بلندترین طول خود دست یافته‌اند. زمان شکوفایی روزانه گل نیلوفر نیز همزمان با طلوع خورشید است و هر روز همراه با بردمیدن خورشید شکوفا می‌شود. این ویژگی‌ها موجب شده بوده که نیلوفر و خورشید را از یک خاستگاه و در پیوند با یکدیگر به‌شمار آورند. ششم تیرماه (خردادروز از تیرماه) به روایت ابوریحان بیرونی در آثارالباقیه زمان «جشن نیلوفر» بوده‌است.
در دوره‌هایی از زمان برخی از گل‌ها به علت اینکه مورد علاقهٔ شاه یا خاندان سلطنتی یک کشور بودند به عنوان گل ملی انتخاب شدند. از جملهٔ این گل‌ها انتخاب گل داوودی سمبل خاندان سلطنتی کشور ژاپن و رز سمبل خاندان سلطنتی انگستان است. انتخاب این گل به عنوان گل ملی به زمان جنگ‌های داخلی انگلستان به نام جنگ رزها برمی‌گردد. جنگ رزها در نیمهٔ دوم سدهٔ پانزدهم در فاصلهٔ سال‌های ۱۴۵۵ تا ۱۴۸۵ بین دو خاندان قدرتمند لانکاستر با نشان «گل سرخ» و یورک با نشان «رز سفید» و طرفدارانشان در انگلستان درگرفت. سرانجام خاندان لانکاستر در ۱۴۸۵ موفق به شکست دادن خاندان یورک شدند. داودی و رز در حال حاضر نیز گل ملی این دو کشور به‌شمار می‌آیند.
در مواردی چنین گل‌هایی همراه با تحولات تاریخی در طی زمان جای خود را به گل‌های دیگر داده‌اند، نمونهٔ این نوع تغییرات را می‌توان در کشور فرانسه مشاهده کرد. در زمان دودمان کاپتی‌ها (۱۳۲۸–۹۸۷) یکی از انواع گل سوسن گل ملی فرانسه بود، در دورهٔ لوئی هفتم (۱۱۳۷–۱۱۸۰) این گل جای خود را به زنبق داد و سپس در زمان ناپلئون (۱۸۱۵ –۱۸۰۴) این گل نیز جای خود را به گل بنفشه داد.
نمونهٔ دیگر این تغییرات در هنگام استقلال کشورهای مستعمره دیده می‌شود. هند همزمان با استقلالش از کشور انگلستان گل ملی کشور را از شقایق به لوتوس تغییر داد و کشور مالزی نیز همزمان با استقلال کشور از انگلستان رئیس‌جمهور تازه انتخاب شده با رأی مردم گل ملی کشور را ختمی چینی اعلام کرد. در حال حاضر حدود ۱۰۰ کشور جهان دارای گل ملی هستند.
پس از جنگ جهانی اول، شقایق در اروپا به فراوانی شکوفا شد. دانشمندان این رشد را به دلیل غنی شدن خاک در فرانسه و بلژیک با آهک ناشی از آوارهای به جا مانده از جنگ دانستند. پس از جنگ شقایق قرمز به عنوان نماد خون ریخته شده در طول این نبرد تبدیل شد.

## مبنای انتخاب

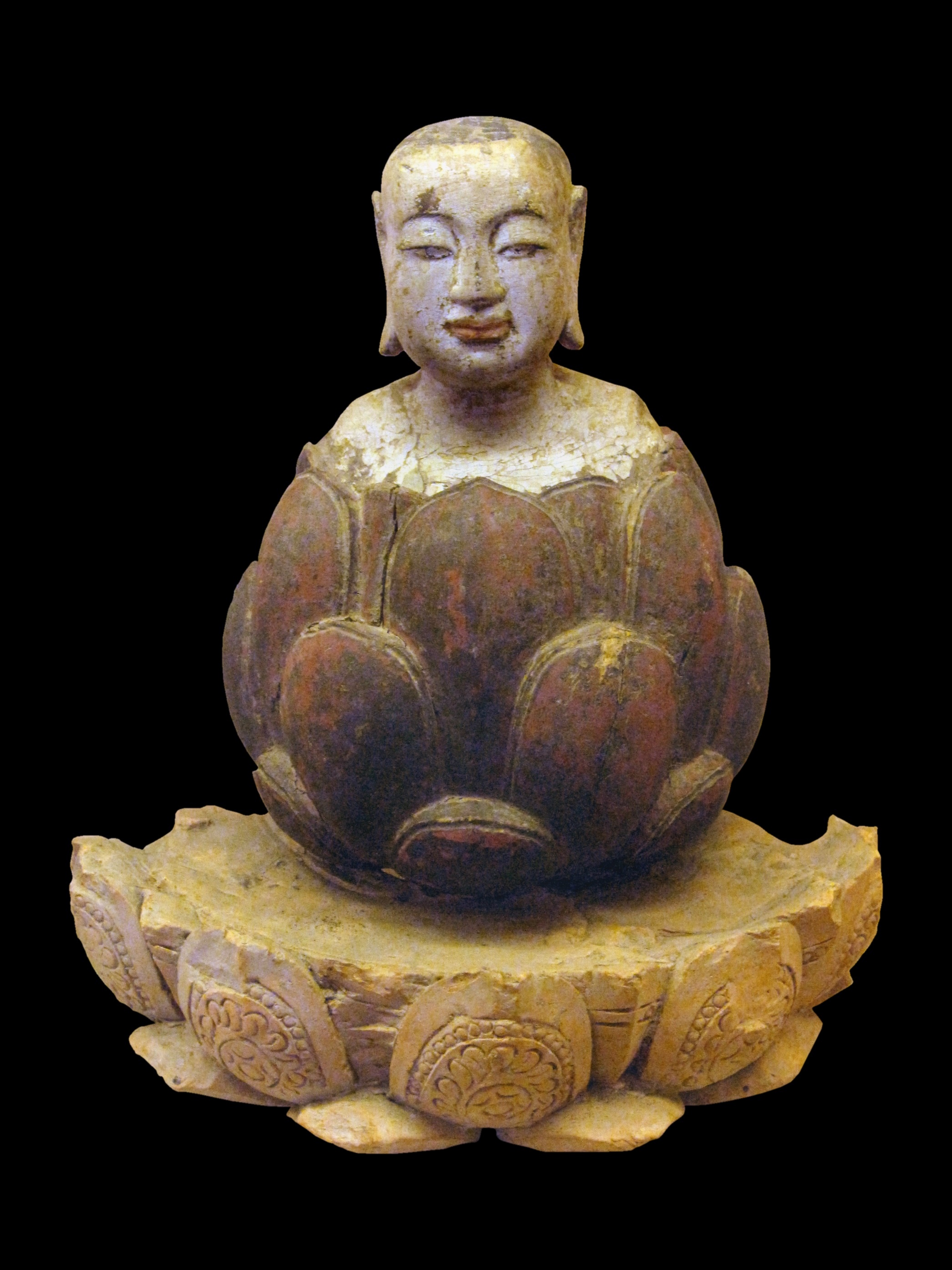
بودا از درون یک لوتوس برمی‌خیزد. حجاری شده در قرن ۱۵–۱۴ میلادی در ویتنام

انتخاب یک گیاه به عنوان گل ملی ارتباط عمیقی با ویژگی‌های یک کشور دارد و به غیر از کثرت انتشار، مختص بودن رویش گیاه، نادر بودن و زیبایی، مذهب، تاریخ، اسطوره‌ها، محصول محلی بودن و خصوصیات فرهنگی مردم کشور نیز به نوع این انتخاب ارتباط دارند. از گل ملی‌ای که به‌طور طبیعی به جز حوزهٔ یک کشور در جای دیگری انتشار ندارند می‌توان از سرخس نقره‌ای در نیوزیلند، آکاسیای طلایی در استرالیا و خرزه هندی درختی در نپال نام برد. از گل‌هایی که به دلایل مذهبی انتخاب شده‌اند لوتوس گل ملی هند و سریلانکا است. در اساطیر کهن هندی نیلوفر یکی از نشانه‌های بزرگ آفرینش و از نشانه‌های ایزدان و ایزد بانوان معروف هند به‌شمار می‌رفته‌است؛ مثلاً نیلوفر نشانهٔ خاص ویشنو است و در دست چهارم او نیلوفری به نام پدمه (Padama) قرار دارد. همچنان این داستان نیز وجود دارد که وقتی ویشنو در خواب بود، برهما به صورت گل نیلوفری از ناف ویشنو رویید. از این جهت برهما به القاب نیلوفرزاده و نیلوفردار نیز موسوم است.
از کشورهایی که مبنای انتخابشان در ارتباط با محصول کشاورزی بوده‌است، می‌توان به انتخاب لاله در هلند و انتخاب قهوه عربی در کشورهای یمن و اتیوپی، انتخاب نخل خرما در عربستان سعودی و فلفل سیاه در لیبریا اشاره کرد.
رز نیز در کشورهای مسلمان عراق، ایران، مراکش و برخی از کشورهای همجوار نمونهٔ دیگری از انتخاب گل بر اساس اعتقادهای مذهبی‌است. همچنین در کشور ایرلند تحت تأثیر اعتقاد به تثلیث کلیسای کاتولیک و اعتقاد به اینکه خدای یگانه در سه شخص خدای پدر، خدای پسر (عیسی مسیح) و خدای روح‌القدس تجلی می‌یابد، شبدر سفید که دارای برگچه‌های سه قسمتی‌است به عنوان گل ملی انتخاب شده‌است. یاس رازقی از گل‌هایی است که تحت تأثیر اسطوره‌های یک کشور به عنوان گل ملی انتخاب شده‌اند. بنابر اسطوره‌ای در فیلیپین یاس رازقی گلی است که از قبر دختری می‌روید که بخاطر غم و اندوه ناشی شهید شدن نامزدش در راه وطن جان خود را از دست داده‌است. انتخاب گل خار در اسکاتلند بنابر داستانی اسطوره‌ای است که در آن آمده‌است در هنگام شبیخون شبانهٔ ارتش دانمارک خارهای این گل و فرورفتن آن در پای سربازان مهاجم دانمارکی سبب نجات کشور از این حمله شد. بنابر اعتقاد مردم آرژانتین کاشت درخت مرجان گل ملی این کشور باعث جلوگیری از جاری شدن سیل بر روی زمین خواهد شد.

## فهرست
| کشور                | گل                     | نام علمی                  | توضیح | نگاره | م                    |
| اتریش               | گل یخ                  | Leontopodium alpinum      | گل یخ گل ملی اتریش است. همچنین بر روی لباس ارتش به عنوان نشان وجود دارد. |       | [ ۱۴ ] [ ۱۵ ]        |
| اتیوپی              | گل شیپوری اتیوپیایی    | Zantedeschia aethiopica   | گل شیپوری اتیوپیایی به دلیل فراوانی، رنگ و کاربردهای آن گل ملی اتیوپی است. مردم اتیوپی، گل شیپوری سفید را نشانه صلح می‌دانند. |       | [ ۱۶ ]               |
| آرژانتین            | سیبو                   | Erythrina crista-galli    | در ۲ دسامبر ۱۹۴۲، سیبو به عنوان گل ملی آرژانتین اعلام شد. نقش مهمی در شعر، افسانه‌ها و فولکلور آرژانتین ایفا کرده‌است. |       | [ ۱۷ ]               |
| اردن                | زنبق سیاه              | Iris nigricans            | زنبق سیاه در سراسر کشور به ویژه در استان کرک یافت می‌شود و نماد ملی رشد، تجدید و تغییر است. |       | [ ۱۸ ]               |
| اروگوئه             | فردوسی                 | Erythrina crista-galli    | شکوفه‌های قرمز این گل نماد عشق و جذابیت برای شهروندان اروگوئه است. |       | [ ۱۹ ] [ ۲۰ ]        |
| آلبانی              | شقایق                  | Poppy                     | در آلبانی این گل نمادی از احساسات بسیار عمیق است. |       | [ ۲۱ ] [ ۲۲ ]        |
| آلمان               | گل گندم                | Centaurea cyanus          | گلبرگ‌های آبی و مرکز زرد این گل زیبا نماد قدرت، شجاعت و انعطاف‌پذیری است. در طول جنگ جهانی اول، سربازان آلمانی برای ادای احترام به رفقای کشته شده، یک سنجاق یقه‌ای که با گل گندم تزئین شده بود، می‌پوشیدند. |       | [ ۱۴ ]               |
| استرالیا            | آکاسیای طلایی          | Acacia pycnantha          | در بیشتر این قرن به عنوان گل ملی استرالیا از مقبولیت عمومی برخوردار بود، تا اینکه در سال ۱۹۸۸، سال دویستمین سالگرد استرالیا، به عنوان نشان ملی گل معرفی شد. |       | [ ۲۳ ]               |
| اسرائیل             | آنمون تاجدار           | Anemone coronaria         | به دنبال یک کمپین انتخاباتی آنلاین که توسط انجمن حفاظت از طبیعت برگزار شد، گل‌های قرمز روشن آنمون تاجدار، به گل ملی اسرائیل تبدیل شد. |       | [ ۲۴ ] [ ۲۵ ]        |
| اسپانیا             | میخک قرمز              | Dianthus caryophyllus     | Dianthus caryophyllus، که به معنی گل خدایان است، یکی از گل‌هایی است که بیشترین ارتباط را با فرهنگ عامه اسپانیا دارد، به ویژه در جنوب اسپانیا به دلیل استفاده از آن در جشنواره‌هایی مانند نمایشگاه معروف آوریل در سویل. علاوه بر این، زبان گل‌ها بیانگر احساساتی مانند عشق و شادی است که ارتباط نزدیکی با روحیه ای دارد که اسپانیا سعی دارد به سایر نقاط جهان منتقل کند. علاوه بر این، میخک گلی است که بیشتر با فلامنکو مرتبط است، یک سایت میراث جهانی که توسط خوانندگان، آهنگسازان و رقصندگان در نمایش‌های خود استفاده می‌شود. همچنین به فرهنگ گاوبازی تورئو و سایر جشنواره‌ها و جشن‌های ملی. |       | [ ۲۶ ]               |
| استونی              | گل گندم                | Centaurea cyanus          | مردم استونی در سال ۱۹۶۸ گل گندم را به عنوان نماد ملی انتخاب کردند. |       | [ ۱۴ ]               |
| آفریقای جنوبی       | گل شکرپاره             | Protea cynaroides         | در آفریقای جنوی شاه پروتئا نام دارد عنوان گل ملی آفریقای جنوبی را در سال ۱۹۷۶ به خود اختصاص داد. شاه پروتئا، که به دلیل شباهتش به تاج به این نام خوانده می‌شود. این گل در شناسنامه‌ها و پاسپورت‌های آفریقای جنوبی و همچنین روی سکه دیده می‌شود. |       | [ ۲۷ ] [ ۲۸ ]        |
| افغانستان           | لاله                   | Tulip                     | گل ملی افغانستان گل لاله است زیرا این گل در این کشور نماد عشق و صفا است. |       | [ ۲۹ ]               |
| اندونزی             | یاس رازقی              | Jasminum sambac           | این کشور در سال ۱۹۹۳ سه گونه گل را معرفی کرد که از بین هزاران گونه انتخاب شدند تا به گل‌های ملی اندونزی تبدیل شوند. چای در اندونزی اغلب با برگ این گل یاس رازقی مخلوط می‌شود. همچنین برای ترکیب گل‌هایی که معمولاً توسط مردم هنگام زیارت قبور عزیزانشان کاشته می‌شود، استفاده می‌شود. بسیاری از مراسم سنتی در اندونزی را نمی‌توان از استفاده از یاس به عنوان مواد تشکیل دهنده جدا کرد. |       | [ ۳۰ ]               |
| اندونزی             | ارکیده ماه             | Phalaenopsis amabilis     | ارکیده ماه در کشور گرمسیری ما در زیر نور زیاد خورشید به خوبی شکوفا می‌شود. در اندونزی انواع مختلفی از گل یافت می‌شود، صورتی، سفید و بسیاری دیگر. |       | [ ۳۰ ]               |
| اندونزی             | زنبق بدبو              | Rafflesia arnoldii        | اندونزی گونه‌های گیاهی کمیاب زیادی دارد که در سایر نقاط جهان وجود ندارند. یکی از آنها زنبق بدبو است. گونه بسیار نادری که حتی در اندونزی، تنها مکان خاصی وجود دارد که می‌توان این گل را در آن یافت. این مکان در جنگل طبیعی استان بنگکولو قرار دارد. |       | [ ۳۱ ]               |
| السالوادور          | یوکای بزرگ             | Yucca gigantea            | به نام «گل ایزوت» نیز شناخته می‌شود. برای سالها به عنوان یک گل ملی شناخته می‌شد. با این حال، تا سال ۱۹۹۵ بود که رسمیت یافت. |       | [ ۳۲ ]               |
| ایالات متحده آمریکا | رز                     | Rosa                      | در ۲۰ نوامبر ۱۹۸۶، رئیس‌جمهور وقت، رونالد ریگان، اعلامیه ای را امضا کرد که گل رز را به عنوان گل ملی در مراسمی در باغ رز کاخ سفید تأیید کرد. |       | [ ۳۳ ]               |
| آنتیگوآ و باربودا   | آگاوه                  | Agave                     | این گیاه بسیار با شکوه و نجیب به نظر می‌رسد و به همین دلیل از واژه یونانی "Agave" به معنی «نجیب» منشأ گرفته و نامگذاری شده‌است. |       | [ ۳۴ ]               |
| آندورا              | نرگس شاعرانه           | Narcissus poeticus        | در آندورا، اگر هر گلی در الهام هنری نقش اصلی داشته باشد، بدون شک گل نرگس شاعر است. در شاعرانه بودن این گل در آندورا شکی نیست، زیرا این گل در شعر و نثر شاعرانه فهرست بلندبالایی از نویسندگان؛ آندورا وجود داشته‌است. |       | [ ۳۵ ]               |
| اوکراین             | گل آفتابگردان          | Sunflowers                | در اوایل دهه ۱۷۰۰، کلیسای ارتدکس روسیه استفاده از چندین نوع چربی و روغن را در طول روزه ممنوع کرد. این امر منجر به رشد روغن تخمه آفتابگردان در اوکراین به عنوان جایگزین شد. آفتابگردان علاوه بر مترادف بودن با خود اوکراین، همچنین اعتقاد بر این است که گل آفتابگردان نماد شادی، خوش‌شانسی و امید است. |       | [ ۳۶ ]               |
| ایسلند              | گل مبارک کوهی          | Dryas octopetala          | به دلیل اینکه در سخت‌ترین زمستان‌ها زنده می‌ماند، گل ملی ایسلند است. |       | [ ۳۷ ]               |
| ایران               | رز                     | Rosa                      | در نشست مورخ ۲۲ آبان ۱۳۷۴ شمسی گل سرخ محمدی به عنوان گل ملی کشور تأیید و برگزیده شد. |       | [ ۳۸ ] [ ۳۹ ]        |
| ایران               | لاله                   | Tulip                     | در ایران لاله سمبل شهید است و به استعاره دلالت بر شخص ایثارگری دارد که در راه آرمان دینی یا ملی به شهادت رسیده‌است. |       | [ ۴۰ ] [ ۴۱ ]        |
| ایران               | نیلوفر آبی             | Nymphaea spp              | نیلوفر یا لوتوس در اساطیر کهن ایرانی گل ناهید به‌شمار می‌رفته، و ناهید تصور اصلی مادینهٔ هستی در روایات دینی ایران قدیم بوده‌است که از جهاتی با معتقدات هندیان باستان مشابه است. در روایات کهن ایرانی گل نیلوفر آبی را جای نگهداری تخمه یا فر زرتشت که در آب نگهداری می‌شد، می‌دانستند. این نظریه نیز وجود دارد که در تصویر صحنهٔ زایش مهر آن چیزی که مانند میوهٔ کاج به نظر می‌رسد در واقع غنچهٔ نیلوفر است و مهر از این غنچه بیرون می‌آید. از این رو نیلوفر با آیین مهر نیز پیوستگی نزدیک می‌یابد.                                                                                               |       | [ ۴۲ ] [ ۴۳ ] [ ۴۴ ] |
| جمهوری ایرلند       | شبدر سفید              | Trifolium repens          | اگرچه مسلماً دقیقاً یک گل نیست، شبدر یک شبدر کوچک است که اکنون گل ملی ایرلند است؛ زیرا طبق افسانه، سنت پاتریک از یک شبدر سه برگی برای توضیح تثلیث مقدس استفاده کرد که یک برگ آن به ترتیب نشان دهنده پدر، پسر و روح القدس بود. |       | [ ۴۵ ]               |
| باربادوس            | ابریشم مصری آتشین      | Caesalpinia pulcherrima   | در باربادوس «افتخار باربادوس» نام دارد. گل ملی به عنوان گونه قرمز با حاشیه زرد روی گلبرگ‌ها در نظر گرفته می‌شود. |       | [ ۴۶ ]               |
| باهاما              | تکوما                  | Tecoma stans              | انتخاب نگوما یا پیر زرد در بین بسیاری از گل‌های دیگر از طریق رای مردمی ترکیبی اعضای هر چهار کلوپ باغ نیو پراویدنس در دهه ۱۹۷۰ انجام شد. |       | [ ۴۷ ]               |
| بریتانیا            | انگلستان:رز            | Rosa                      | این گل از زمان جنگ‌های رز - جنگ‌های داخلی (۱۴۵۵–۱۴۸۵) بین دودمان لنکستر (که نشان آن یک رز قرمز بود) و دودمان یورک (که نشان آن یک گل رز سفید بود) به عنوان نماد انگلستان پذیرفته شده‌است. رژیم دودمان یورک با شکست شاه ریچارد سوم توسط هنری هفتم در ۲۲ اوت ۱۴۸۵ به پایان رسید. هنری هفتم این دو گل رز را در رز تودور (گل رز قرمز با مرکز سفید) یکی کرد. |       | [ ۴۸ ] [ ۴۹ ]        |
| بریتانیا            | ولز:نرگس دروغین        | Narcissus pseudonarcissus | گل ملی ولز معمولاً گل نرگس دروغین است که به‌طور سنتی در روز سنت دیوید پوشیده می‌شود. |       | [ ۴۸ ]               |
| بریتانیا            | ایرلند شمالی:شبدر سفید | Trifolium repens          | گل ملی ایرلند شمالی شبدر، گیاهی سه برگ شبیه شبدر که گفته می‌شود سنت پاتریک برای نشان دادن آموزه تثلیث مقدس از آن استفاده کرده‌است. |       | [ ۵۰ ]               |
| بریتانیا            | اسکاتلند:گل خار        | Thistle                   | یک گل بنفش خاردار، اولین بار در قرن پانزدهم به عنوان نماد دفاعی مورد استفاده قرار گرفت. |       | [ ۵۱ ]               |
| بلغارستان           | رز اگلندتریا           | Rosa Rubiginosa           | در طی قرن‌ها رز بلغاری با افزایش عملکرد روغن و همچنین کیفیت آن به گونه خاص خود تبدیل شده‌است. در قرن نوزدهم بلغارستان به بزرگ‌ترین تولیدکننده روغن گل رز در جهان تبدیل شد. |       | [ ۱۴ ]               |
| بوسنی و هرزگوین     | سوسن بوسنیایی          | Lilium bosniacum          | سوسن بوسنیایی نماد مردم بوسنی و هرزگوین است و گاهی به عنوان نمادی از رنج آنها توصیف می‌شود. |       | [ ۵۲ ]               |
| برونئی              | سیمپوه آیر             | Dillenia suffruticosa     | بونگا سیمپور یا گل سیمپور گل ملی برونئی دارالسلام است. تا پنج گلبرگ شکوفا می‌شود و رنگ سبز برگ‌های آن نماد توسعه اقتصاد کشور است. |       | [ ۳۱ ]               |
| برزیل               | گل درخت شیپوری طلایی   | Tabebuia chrysotricha     | شاعران و نویسندگان اغلب اشعار و ترانه‌هایی در ستایش زیبایی و منحصر به فرد بودن گل‌های شیپور طلایی سروده‌اند. در سال ۱۹۶۱، ژانیو کوآدروس، رئیس‌جمهور برزیل اعلام کرد که گل درخت شیپوری طلایی گل ملی است. |       | [ ۵۳ ]               |
| برزیل               | کتلیای لب یاقوتی       | cattleya labiata          | کتلیای لب یاقوتی نیز نماد مردم برزیل است. به دلیل محبوبیت، زیبایی و رایحه آن به نام ملکه ارکیده‌ها معروف است. |       | [ ۵۴ ]               |
| بنگلادش             | نیلوفر آبی ستاره‌ای     | Nymphaea nouchali         | در بنگلادش، آن را «شادا شاپلا» می‌نامند و در آبراه‌ها بسیار رایج است. نیلوفر آبی سفید نمادی از معصومیت و پاکی مردم بنگلادش است. |       | [ ۵۵ ]               |
| بلیز                | ارکیده گوش‌ماهی         | Prosthechea cochleata     | به نام ارکیده سیاه نیز شناخته می‌شود. انتخاب نماد و گل ملی چند ماه قبل از استقلال در ۲۱ سپتامبر ۱۹۸۱ انجام شد. |       | [ ۵۶ ]               |
| بوتان (کشور)        | خشخاش آبی بوتان        | Meconopsis gakyidiana     | در اوایل دهه ۹۰ خشخاش آبی به عنوان گل ملی بوتان اعلام شد. |       | [ ۵۷ ]               |
| بولیوی              | گل جادو                | Cantua buxifolia          | معمولاً در زبان اسپانیایی «گل مقدس اینکاها» نامیده می‌شود. احتمالاً در مراسم مذهبی و سیاسی استفاده می‌شد و هنوز هم به‌طور تشریفاتی در مراسم تشییع جنازه جمعیت‌های بومی استفاده می‌شود. |       | [ ۵۸ ]               |
| بولیوی              | گل خرچنگی آویزان       | Heliconia rostrata        | نمادی از وحدت بین دو منطقه بزرگ مختلف با فرهنگ‌های متمایز خود هستند: منطقه آند و منطقه جنگل‌های بارانی آمازون. |       | [ ۵۹ ]               |
| پاراگوئه            | گل میوه گل‌ساعتی        | Passiflora edulis         | معنی این گل در پاراگوئه «گل شور» است که به شور و شوق عیسی اشاره دارد و این جنس در عید پاک اهمیت خاصی دارد. مبلغان مسیحی اسپانیایی ساختار منحصر به فرد این گیاه را به عنوان نمادی از آخرین روزهای عیسی و به ویژه مصلوب شدن او پذیرفتند. |       | [ ۶۰ ]               |
| پاکستان             | یاس سفید               | Jasminumofficinale        | یاس سفید به دلیل رایحه جذاب خود، نماد دلبستگی و نشان دهنده دوستی و فروتنی است؛ بنابراین، یاس گل ملی پاکستان نام گرفته‌است. |       | [ ۶۱ ]               |
| پاناما              | ارکیده روح القدس       | Peristeria elata          | این گل در زمینه مذهبی به عنوان نمایشی از روح القدس ایمان مسیحی تعبیر می‌شود. در نوامبر ۱۹۸۰ به عنوان گل ملی پاناما اعلام شد. |       | [ ۶۲ ]               |
| پرتغال              | لاواندولا              | Lavender                  | پرتغال گل لاواندولا را به عنوان گل ملی رسمی خود برای بزرگداشت مزارع فراوان اسطوخودوس در منطقه آلنتیژو تعیین کرد. |       | [ ۶۳ ]               |
| پرو                 | گل جادو                | Cantua buxifolia          | شکوفه گل جادو نماد اتحاد مردم است و دارای رنگ‌های پسران دو پادشاه اینکا (قرمز و زرد) و همچنین سبز (ایستاده برای امید) است. |       | [ ۶۴ ]               |
| تایلند              | گل فلوس                | Cassia fistula            | در اکتبر گل فلوس به عنوان گل ملی تایلند شناسایی شد. پیش از این هیچ نماد رسمی برای کشور وجود نداشت. |       | [ ۳۱ ]               |
| تایوان              | شکوفهٔ آلو              | Prunus mume               | در ۲۱ ژوئیه ۱۹۶۴ تعیین شد. نمادی برای انعطاف‌پذیری و استقامت در مواجهه با ناملایمات است، زیرا شکوفه‌های آلو اغلب حتی در میان برف‌های خشن زمستانی بسیار پر جنب و جوش شکوفا می‌شوند. شکوفه آلو زمستان سرد را تحمل می‌کند (در دماهای سردتر بیشتر شکوفا می‌شود) - نماد وفادار، مصمم و مقدس است. این نشان دهنده روح ملی اتباع جمهوری چین است |       | [ ۶۵ ]               |
| ترکیه               | لاله                   | Jasminum sambac           | لاله بخشی از هویت ملی ترکیه است و در سوغاتی‌ها، حک شده در معماری و همچنین بر روی جواهرات دیده می‌شود. بسیاری از پارک‌های عمومی در ترکیه دارای باغ‌های لاله هستند و استانبول هر بهار جشنواره لاله‌ها را برگزار می‌کند، سنتی که در سال ۲۰۰۵ آغاز شد. |       | [ ۶۶ ]               |
| چین                 | گل صد تومانی           | Paeonia                   | در یک رای‌گیری در سال ۲۰۱۹ در مورد گل ملی چین، گل صد تومانی با برتری مطلق برنده شد. گل صد تومانی چین از ۴۰۰۰ سال پیش در این کشور کاشته می‌شده‌است. این گل در زمان دودمان تانگ (۶۱۸–۹۰۷) به عنوان نماد کشور در نظر گرفته می‌شد و گل مورد علاقه مردم در آن زمان بود. در فرهنگ چینی، گل صد تومانی نشان دهنده رفاه، ظرافت، وقار است و به آن «سلطان گل‌ها» لقب داده می‌شود. |       | [ ۶۷ ]               |
| ترینیداد و توباگو   | پاک‌چوب زبرپوسته        | Guaiacum officinale       | گل ملی، یا «غرور ترینیداد و توباگو» یک گل جنگلی قرمز مانند شعله است. این عنوان به افتخار آخرین فرماندار اسپانیایی ترینیداد و توباگو، «دون خوزه ماریا چاکون» انتخاب شده‌است. |       | [ ۶۸ ]               |
| تونس                | یاس چمپا               | Jasminum grandiflorum     | یاس گل ملی تونس است و مردم تونس آن را دوست دارند زیرا نماد «سادگی، آرامش، پاکی و شادی» است. گل یاس کاربردهای زیادی دارد، از جمله درست کردن چای فوق‌العاده‌ای که بسیاری از مردم عاشق نوشیدن آن هستند و در برخی مناطق از آن برای ایجاد نوشیدنی استفاده می‌کنند. |       | [ ۶۹ ]               |
| جامائیکا            | گل‌مور                  | Delonix regia             | به معنای «چوب زندگی» است. به دلیل خواص دارویی آن به عنوان گل ملی انتخاب شده‌است. |       | [ ۷۰ ]               |
| جبل طارق            | ایبریس جبل‌الطارق       | Iberis gibraltarica       | جبل‌الطارق تنها جایی است که می‌توان این نوع ایبریس را در طبیعت وحشی یافت. |       | [ ۷۱ ]               |
| جزایر کوک           | یاس تاهیتی             | Gardenia taitensis        | این گل سفید بسیار معطر است و اغلب در ساختن حلقه گل برای دور گردن استفاده می‌شود. معمولاً هنگام ورود به بازدیدکنندگان یک حلقه گل از این گل‌ها هدیه داده می‌شود تا دور گردن خود ببندند. |       | [ ۷۲ ]               |
| جزایر مارشال        | پلومریا                | Plumeria                  | در آسیای جنوب شرقی گل پلومریا مقدس در نظر گرفته می‌شود. |       | [ ۷۳ ]               |
| دانمارک             | مارگریت دیزی           | Argyranthemum frutescens  | گل دیزی (مارگریت) گل ملی دانمارک است. هنگامی که شاهزاده خانم مارگریت در سال ۱۹۴۰ به دنیا آمد، اندکی پس از حمله نازی‌ها به دانمارک. به زودی این گل بسیار محبوب و نمادی از میهن‌پرستی شد. |       | [ ۷۴ ]               |
| دومینیکا            | پویته کارینالیس        | Poitea carinalis          | در اکتبر ۱۹۷۸ رسماً گل ملی اعلام شد. گفته می‌شود که رنگ غنی گل‌ها شبیه شجاعت، قدرت و انعطاف‌پذیری مردم دومینیکا است. گل‌ها درست قبل از باز شدن برگ‌های جدید بر روی درخت ظاهر می‌شوند |       | [ ۷۵ ]               |
| روسیه               | بابونه رومی            | Chamomile                 | دولت روسیه در سال ۱۹۹۸ رسماً بابونه را گل ملی روسیه اعلام کرد. |       | [ ۷۶ ]               |
| رومانی              | نسترن                  | Rosa canina               | نسترن یا گل سگ برای مردم بومی نماد سبک و عصر مدرن است. در سراسر شهرستان بسیار فراوان است. همچنین با توجه به برخی جنبه‌های سنتی، نشانه عشق به‌شمار می‌رود و در بخش‌های مختلف زندگی کاربردهای متعددی دارد. اینها دلایلی است و رابطه عمیق آن با اروپا باعث شد تا سگ گل رز به گل ملی رومانی تبدیل شود. |       | [ ۱۴ ]               |
| رومانی              | گل صدتومانی رومانیایی  | Paeonia tenuifolia        | در سال ۲۰۲۲ قانونگذاران رومانی لایحه ای را تصویب کردند که گل صد تومانی را به گل ملی رومانی تبدیل کرد. این گل نماد خون قهرمانان اعلام شد. |       | [ ۷۷ ]               |
| زیمبابوه            | سوسن آتش               | Gloriosa superba          | نماد خلوص و زیبایی است. |       | [ ۷۸ ]               |
| ساموآ               | زنجبیل قرمز            | Alpinia purpurata         | رنگ قرمز آن با خورشید و آتش که منابع مهم حیات و قدرت هستند مرتبط است. |       | [ ۷۹ ]               |
| سان مارینو          | نگون‌سار                | Cyclamen Cyprium          | نماد گل ملی مورد علاقه مردم سن مارینو است. |       | [ ۱۴ ]               |
| سری‌لانکا            | نیلوفر آبی ستاره‌ای     | Nymphaea nouchali         | ر سال ۱۹۸۶، سریلانکا یک نیلوفر آبی کم رنگ بومی را، به عنوان گل ملی خود نامگذاری کرد، به عنوان نماد فضیلت، انضباط و پاکی ذکر شده‌است. افسانه‌های بودایی در سریلانکا ادعا می‌کنند که این گل یکی از ۱۰۸ نشانه فرخنده ای است که روی رد پای شاهزاده سیدارتا/بودا یافت شده‌است. گفته می‌شود زمانی که بودا درگذشت، گل‌های نیلوفر آبی در هر جایی که او در طول زندگی خود راه رفته بود شکوفا شد. |       | [ ۸۰ ] [ ۸۱ ]        |
| سنگاپور             | ارکیده سنگاپوری        | Vanda Miss Joaquim        | به زبان محلی «واندا میس جواکیم» نام دارد. در ۱۵ آوریل ۱۹۸۱ به دلیل مقاومت و کیفیت شکوفه‌دهی در طول سال انتخاب شد. |       | [ ۳۱ ]               |
| سوریه               | یاس رازقی              | Jasminum sambac           | یاس، واژه ای که از کلمه فارسی «یاسمین» به معنای «هدیه از جانب خداوند» گرفته شده‌است، نسل‌ها در سوریه ارزشمند بوده و هنوز هم در این کشور شکوفا می‌شود. پایتخت این کشور دمشق به دلیل رایج بودن این گل در آنجا، پوشاندن دیوارها و یافتن در پارک‌ها، «شهر یاس» نامیده می‌شود. |       | [ ۶۶ ]               |
| سوئد                | ناقوس آبی              | Hyacinthoides             | در سال ۲۰۲۱، ناقوس آبی به عنوان گل ملی سوئد انتخاب شد. |       | [ ۸۲ ]               |
| سوئیس               | گل یخ                  | Leontopodium alpinum      | این گل طی سال‌ها تحسین‌کنندگان و منتقدان را به خود جلب کرده‌است، اما همچنان یکی از نمادین‌ترین تصاویر سوئیس است و همه چیز از خطوط هوایی گرفته تا سکه گرفته تا لوگوی دفتر گردشگری سوئیس را زینت می‌دهد. |       | [ ۸۳ ]               |
| سیشل                | ارکیده دنباله‌دار       | Angraecum eburneum        | به زبان محلی «ارکیده پرنده استوایی» نام دارد. گل ملی را می‌توان در هواپیماهای خطوط هوایی ملی - «ایر سیشل» مشاهده کرد. |       | [ ۸۴ ]               |
| شیلی                | گل زنگوله‌ای شیلی       | Lapageria rosea           | مشهورترین گیاه شیلی، گل زنگوله است. در طول جشن‌های استقلال شیلی که در ۱۸ و ۱۹ سپتامبر هر سال برگزار می‌شود، کافه‌ها و راماداها (خیمه‌های موقتی که برای برگزاری جشن‌ها برپا شده‌اند) با گل‌های زنگ پلاستیکی شیلیایی تزئین می‌شوند که نشان‌دهنده هویت شیلی است. |       | [ ۸۵ ]               |
| صربستان             | راموندا سربیکا         | Ramonda serbica           | گل راموندای صربستان که به دلیل توانایی آن برای احیای مجدد در هنگام آبیاری، حتی در صورت کم‌آبی کامل، به گل ققنوس نیز معروف است، نمادی از مبارزات ارتش صربستان در طول جنگ جهانی اول و همچنین نمادی از رستاخیز این کشور است. دولت صربستان پس از جنگ ویرانگر. این گل در کنار گل راموندای ناتالی، که شباهت‌هایی با آن دارد، برای بزرگداشت قربانیان صرب جنگ جهانی اول در نظر گرفت. |       | [ ۸۶ ]               |
| صربستان             | راموندا ناتالیا        | Ramonda nathaliae         | گل راموندا ناتالیا به عنوان نمادی از مبارزات ارتش صربستان در طول جنگ جهانی اول در نظر گرفته می‌شود که نیروهای صرب بیشترین تلفات را متحمل شدند. برای بزرگداشت قربانیان خود، مردم صربستان راموندای ناتالی را به عنوان نمادی از یادبود می‌پوشند، به ویژه در روز آتش‌بس که از سال ۲۰۱۲ در صربستان تعطیل قانونی است. |       | [ ۸۷ ]               |
| عراق                | رز                     | Rosa                      | گل ملی رز در عراق نماد عشق و زیبایی، شرافت، ایمان، فداکاری، اشتیاق و احساسات است. |       | [ ۸۸ ]               |
| عربستان سعودی       | عرفج                   | Rhanterium epapposum      | عرفج بومی بیابان‌های شبه جزیره عربستان از جمله عربستان سعودی، کویت و قطر است. |       | [ ۸۹ ]               |
| غنا                 | رز صحرایی              | Adenium obesum            | ین گونه از گیاهان گلدار بخشی از نماد گل آفریقایی غربی است و در فصل خشک در زیستگاه بومی خود شکوفا می‌شود. غنا این گل فریبنده را برای نشان دادن هویت ملی خود انتخاب کرده‌است. |       | >                    |
| فنلاند              | موگه                   | Convallaria Majalis       | زنبق دره یا موگه نماد پاکی، شیرینی و زیبایی است. در «زبان گل‌ها» زنبق نماد بازگشت شادی است. زنبق دره به دلیل عطر شیرین، کاربردهای مختلف و نمادهایش در فنلاند بسیار محبوب است و به دلیل محبوبیتی که دارد در سال ۱۹۶۷ به گل ملی فنلاند تبدیل شد. |       | [ ۹۱ ]               |
| فیلیپین             | یاس رازقی              | Jasminum sambac           | یاس از سال ۱۹۳۴ به عنوان گل ملی فیلیپین پذیرفته شد. |       | [ ۳۱ ]               |
| فیجی                | اشک دخترک              | Medinilla waterhousei     | گل ملی فیجی، به زبان محلی «تاگیموسیا» نام دارد بر طبق افسانه ای، گفته می‌شود این گل که از اشک‌های یک شاهزاده خانم قبیله‌ای که چون نمی‌خواست به اجبار با کسی که دوست ندارد ازدواج کند، از روستای جزیره خود فرار کرده بود، جوانه زد. |       | [ ۹۲ ]               |
| قبرس                | نگون‌سار قبرسی          | Cyclamen cyprium          | نگون‌سار قبرسی در سراسر جزیره (به جز دشت مرکزی) شایع هستند. |       | [ ۹۳ ]               |
| قطر                 | شصت‌عروسان              | Limonium                  | به «گل قطاف» نیز معروف است. این گل در امتداد خط ساحلی این کشور رشد می‌کند. |       | [ ۹۴ ]               |
| کانادا              | زغال‌اخته کانادایی      | Cornus canadensis         | در یک نظرسنجی سراسری که در روز کانادا در سال ۲۰۱۷ شکوفه زغال‌اخته کانادایی به عنوان گل ملی انتخاب شد. |       | [ ۹۵ ]               |
| کاستاریکا           | گواریانته اسکیننری     | Guarianthe skinneri       | گل ملی کاستاریکا یک ارکیده خیره کننده است که با رنگ‌های بنفش می‌درخشد. در ۱۵ ژوئن ۱۹۳۹ به عنوان گل ملی معرفی شد. |       | [ ۹۶ ]               |
| کامبوج              | رومدول                 | Mitrella mesnyi           | در سال ۲۰۰۵ به گل ملی کامبوج تبدیل شد. |       | [ ۳۱ ]               |
| کره جنوبی           | ختمی درختی             | Hibiscus syriacus         | ختمی سوریه‌ای درختی همچنین به عنوان «گل رز کره ای» معنی این گل محبت عمیق است. این به معنای «شکوفه ابدی که هرگز محو نمی‌شود»، برای قرن‌ها نماد مهم فرهنگ کره ای بوده‌است. |       | [ ۹۷ ]               |
| کره شمالی           | مگنولیا سیبلدی         | Magnolia sieboldii        | ماگنولیا سفید نماد خلوص و وقار است. |       | [ ۹۸ ]               |
| کلمبیا              | گل ماه مه              | Cattleya trianae          | ارکیده گل ملی کلمبیا است که نمادی از استقامت و انعطاف‌پذیری است. |       | [ ۹۹ ]               |
| کوبا                | سوسن زنجبیلی سپید      | Hedychium coronarium      | گل‌های سفید معطر شبیه پروانه‌ها هستند و گل ملی کوبا هستند که به دلیل شکل گل‌ها به آن «ماریپوزا» می‌گویند. گفته می‌شود که در دوران استعمار اسپانیا، زنان برای کمک به استقلال کوبا، پیام‌های مخفیانه ای را در داخل گل‌ها حمل می‌کردند. |       | [ ۱۰۰ ]              |
| کویت                | عرفج                   | Rhanterium epapposum      | گل ملی کویت عرفج بیشتر بومی بیابان‌های عربستان سعودی و کویت است. اما در محلی به ارفج یا الارفج معروف است. در سال ۱۹۸۳ به گل دولتی کویت تبدیل شد. |       | [ ۱۰۱ ]              |
| گواتمالا            | ارکیده راهبه سفید      | Lycaste skinneri          | در ۱۱ فوریه ۱۹۳۴ به عنوان گل ملی انتخاب شد. |       | [ ۱۰۲ ]              |
| گویان               | نیلوفر آبی بزرگ        | Victoria amazonica        | گویان یک گل ملی کاملاً غیرمعمول دارد، ویکتوریا آمازونیکا که بزرگ‌ترین نیلوفر آبی در جهان است. |       | [ ۱۰۳ ]              |
| لائوس               | پلومریای قرمز          | plumeria rubra            | به نام محلی «داک چامپا» شناخته می‌شود. این گل نشان دهنده صداقت و رفاه است. داک چمپا معمولاً برای تزئین مراسم مذهبی و خوشامدگویی به مهمانان استفاده می‌شود. |       | [ ۳۱ ]               |
| لتونی               | گل مینای چشم‌گاوی       | Leucanthemum vulgare      | در دهه ۱۹۴۰ به گل رسمی تبدیل شد. این ادای احترام به شاهزاده خانم دانمارک (ملکه مارگرت دوم کنونی) بود. با گذشت زمان، به نمادی از میهن‌پرستی برای مردم لتونی تبدیل شد. |       | [ ۱۰۴ ]              |
| لسوتو               | شب‌یار مارپیچی          | Aloe polyphylla           | یک آلوئه کمیاب و زیبا از کوه‌های مرتفع مالوتی لسوتو است. این به‌طور طبیعی در هیچ‌کجای خارج از لسوتو یافت نمی‌شود. |       | [ ۱۰۵ ]              |
| لیبی                | شکوفهٔ انار             | Punica granatum           | نوع خاصی از شکوفه انار فقط در مرکز آفریقای شمالی رشد می‌کند، دلیل انتخاب آن به عنوان گل ملی لیبی است. |       | [ ۱۰۶ ]              |
| لوکزامبورگ          | رز                     | Rosa                      | لوکزامبورگ در اواخر قرن نوزدهم و اوایل قرن بیستم به عنوان کشور رز شناخته می‌شد. |       | [ ۱۰۷ ] [ ۱۰۸ ]      |
| لهستان              | شقایق قرمز             | Papaveroideae             | این گل‌های خاص در سراسر لهستان دارای اهمیت دارویی، احساسی و فرهنگی هستند. شقایق قرمز مضمونی است که در اشعار و ترانه‌های عامیانه تکرار می‌شود. آنها همچنین نمادی برای یادآوری کسانی هستند که در طول جنگ جهانی اول یا از عشق درگذشتند. در طول جنگ جهانی اول و پس از آن، مزارعی که صحنه نبرد بودند با شقایق شکوفا شدند و گل به نمادی از آن جنگ تبدیل شد. |       | [ ۱۴ ] [ ۱۰۹ ]       |
| لیبریا              | گل فلفل سیاه           | Piper nigrum              | گل رسمی لیبریا گل فلفل سیاه است. |       | [ ۱۱۰ ]              |
| مالت                | گل گندم مالتی          | Paleocyanus crasifoleus   | این گیاه در سال ۱۹۷۱ به عنوان گیاه ملی مالت انتخاب شد. |       | [ ۱۴ ]               |
| مجارستان            | لاله                   | Tulip                     | پیاز گل لاله در قرن پانزدهم از ترکیه در زمان تسخیر عثمانی‌ها به مجارستان آورده شد. از قرن پانزدهم، لاله‌ها گل ملی مجارستان بوده‌اند. مجارستانی‌ها لاله‌های سفید را نماد صلح، لاله‌های زرد نشانه دوستی و قرمز را نماد عشق می‌دانستند. |       | [ ۱۱۱ ]              |
| مالزی               | ختمی چینی              | Hibiskus rosa-sinensis    | در ژوئیه ۱۹۶۰ ا به عنوان گل ملی اعلام شد. نماد شجاعت و سرزندگی مردم مالزی است. |       | [ ۳۱ ]               |
| مالدیو              | رز صورتی               | Rosa polyantha            | ۲۵ ژوئیه ۱۹۸۵ گل ملی اعلام شد. |       | [ ۱۱۲ ]              |
| مراکش               | رز                     | Rosa                      | گل رز گل اصلی مراکش است زیرا هر ساله جشنواره گل رز برگزار می‌شود. |       | [ ۱۱۳ ]              |
| موریس               | گل درخت گوشواره        | Trochetia boutoniana      | گل ملی موریس از سال ۱۹۹۲ است و اغلب بر روی تمبرهای این کشور نشان داده می‌شود. |       | [ ۱۱۴ ]              |
| مغولستان            | طوسک کوموسا            | Scabiosa comosa           | در سال ۲۰۱۴ انتخاب شد و نمادی از بردباری است. |       | [ ۱۱۵ ]              |
| مکزیک               | گل کوکب                | Dahlia                    | در سال ۱۹۶۳ به عنوان گل ملی مکزیک معرفی شد. |       | [ ۱۱۶ ]              |
| میانمار             | درخت بادبزنی برمه      | Pterocarpus macrocarpus   | گل‌های معطر طلایی درخت بادبزنی نیز از گل‌های ملی میانمار محسوب می‌شوند. در حالی که درخت نماد قدرت است، گل با رایحه معطر خود نشان دهنده جوانی، عشق و عاشقی است. |       | [ ۳۱ ]               |
| میانمار             | بولبوفییوم آئورکومیوم  | Bulbophyllum auricomum    | این گل نماد حق امتیاز و خلوص است. |       | [ ۳۱ ]               |
| میانمار             | درخت گلوله توپ         | Couroupita guianensis     | ین گل‌های غیر معمول معمولاً فقط در معابد هندو و بودایی دیده می‌شوند. گفته می‌شود گل‌های کلاهدار شبیه مار مقدس یا ناگا هستند. |       | [ ۳۱ ]               |
| نامیبیا             | ویلوچیا                | Welwitschia mirabilis     | این گل به علت کمیاب بودن به عنوان یک جاذبه توریستی در کشور نامیبیا درآمده است. |       | [ ۱۱۷ ]              |
| نپال                | خرزه هندی درختی        | Rhododendronarboreum      | گل‌های قرمز روشن آن نشانه استقبال از بهار است. |       | [ ۱۱۸ ]              |
| نروژ                | خاراشکن هرمی           | Saxifraga cotyledon       | در واقع یک گل ملی رسمی نروژ وجود ندارد، اما دو گل ملی غیررسمی وجود دارد. در سال ۱۹۳۵ بود. یک کنگره گیاه‌شناسی در آمستردام موافقت کرد که خاراشکن هرمی گل ملی نروژ باشد. این گلی است که می‌تواند در شرایط سخت در کوه‌ها رشد کند و کنگره معتقد بود که این گل نمادی از مردم نروژ است. واژه نروژی برای این گل را می‌توان به چیزی مانند «بانوی کوهستان» یا «معشوقه کوهستان» ترجمه کرد. |       | [ ۱۱۹ ]              |
| نروژ                | هدر معمولی             | Calluna vulgaris          | شرکت پخش ملی نروژ تصمیم گرفت به مردم اجازه دهد تصمیم بگیرند که کدام گیاه باید گل ملی نروژ باشد. در برنامه رادیویی بزرگ برای این رویداد در سال ۱۹۷۶ برگزار کردند و از همه خواستند تا پیشنهاد خود را ارسال کنند. نتایج هنوز غیررسمی در نظر گرفته می‌شوند، اما هدر معمولی حداقل این چیزی است که عموم مردم آن را گل ملی می‌دانند. |       | [ ۱۲۰ ]              |
| نیجریه              | شیپور زرد              | Costus spectabilis        | به دلیل «بی‌نظیر بودن» و زیبایی در هنگام شکوفایی به عنوان گل ملی نیجریه انتخاب شده‌است. |       | [ ۱۲۱ ]              |
| نیکاراگوئه          | پلومریا                | Plumeria                  | این گل در سال ۱۹۷۱ گل ملی اعلام شد. |       | [ ۱۲۲ ]              |
| نیوزیلند            | برگ سرخس نقره‌ای        | Cyathea dealbata          | نیوزیلند گل ملی رسمی ندارد، اما سرخس نقره ای است که روی نشان ارتش و لباس تیم‌های ورزشی دیده می‌شود، یک نشان ملی غیررسمی است. |       | [ ۱۲۳ ]              |
| واتیکان             | سوسن سپید              | Lilium candidum           | سوسن سپید گل ملی واتیکان با یکی از بزرگ‌ترین تعطیلات مسیحی - عید پاک مرتبط است. کلیسای کاتولیک از سوسن سپید به عنوان نماد مریم باکره استفاده می‌کند. |       | [ ۱۲۴ ]              |
| ونزوئلا             | ارکیده عید پاک         | Cattleya mossiae          | در ونزوئلا، ارکیده عید پاک به عنوان گل ملی برای نشان دادن زیبایی طبیعی این کشور انتخاب شد. در بسیاری از کشورهای آمریکای جنوبی، از جمله ونزوئلا، ارکیده‌ها نمادهای مهم زیبایی، عشق و قدرت معنوی هستند. |       | [ ۱۲۵ ]              |
| هلند                | لاله                   | Tulip                     | لاله‌ها با هر رنگی در بهار در هلند شکوفا می‌شوند و این گل به نمادی از این کشور کوچک اروپایی تبدیل شده‌است که در سراسر جهان شناخته شده‌است. |       | [ ۱۲۶ ]              |
| هند                 | لاله مردابی            | Nelumbo nucifera          | گل ملی هند لوتوس است. این یک گیاه آبزی است که در زبان سانسکریت اغلب به عنوان «پادما» نامیده می‌شود و در میان فرهنگ هندی از جایگاه مقدسی برخوردار است. |       | [ ۱۲۷ ]              |
| هنگ کنگ             | درخت ارکیده هنگ‌کنگی    | Bauhinia blakeana         | به عنوان نماد گل هنگ کنگ توسط شورای شهری در سال ۱۹۶۵ به تصویب رسید. |       | [ ۱۲۸ ]              |
| یمن                 | گل قهوهٔ عربی           | Coffea Arabica            | یمن گل ملی رسمی ندارد، اما شکوفه قهوه عربیکا به دلیل اهمیتی که در کشت و گسترش قهوه داشته‌است، به‌طور گسترده با این کشور مرتبط است. |       | [ ۱۲۹ ]              |
| یونان               | پای خرس نرم            | Acanthus mollis           | آکانتوس یا پای خرس نرم به دلیل استفاده از آن در معماری کلاسیک یونان و روم برای قرن‌ها انتخاب شده‌است. اغلب شاخ و برگ‌های پرآذین و پیچ‌دار پای خرس در سنگ‌کاری و بالای ستون‌ها یا در آثار هنری حک شده‌اند. نماد طول عمر و جاودانگی است. به همین دلیل است که اغلب از آن به عنوان گل ملی یونان یاد می‌شود که نمادی از استقامت یونان در طول اعصار و استقامت ملت یونان است که با وجود ناملایمات به زندگی خود ادامه می‌دهد. |       | [ ۱۳۰ ]              |

## گل‌های غیررسمی
| کشور             | گل                 | نام علمی             | توضیح | نگاره | م                              |
| جمهوری آذربایجان | ابرویی قفقازی      | Ophrys caucasica     | آذربایجان در حال حاضر گل ملی رسمی ندارد. به‌طور سنتی، مناطق مختلف در مورد نمادهای ملی دارای نام‌های مختلفی هستند. |       | [ ۱۳۱ ] [ ۱۳۲ ]                |
| ارمنستان         | لاله ارمنی         | Tulipa armena        | به نظر می‌رسد هیچ گیاه یا گلی در میان نمادهای رسمی فعلی نباشد. لاله ارمنی یکی از گل‌های غیررسمی ارمنستان است و از شمال شرقی ترکیه از طریق قفقاز (ارمنستان، آذربایجان و گرجستان) تا شمال غربی ایران پیدا شده‌است. |       | [ ۱۳۳ ]                        |
| ارمنستان         | آلتایای ارمنی      | Althaea armeniaca    | در جنوب روسیه، شمال ایران و ارمنستان یافت می‌شود. |       | [ ۱۳۴ ]                        |
| ارمنستان         | فراموشم نکن        | Myosotis             | در سال ۲۰۱۵ به نماد صدمین سالگرد نسل‌کشی ارامنه تبدیل شد. |       | [ ۱۳۵ ]                        |
| اکوادور          | چوکیراگا           | Chuquiraga jussieui  | از آنجایی که در کوه‌های آند رشد می‌کند، در اکوادور به نام «گل آند» نامیده می‌شود و جایگاه مهمی در طب بومی دارد. |       | [ ۱۳۶ ]                        |
| ایتالیا          | رز                 | Rosa                 | نماد عشق، افتخار، ایمان، اشتیاق، زیبایی و بسیاری موارد دیگر در نقاشی‌های دوره رنسانس ایتالیا بود. از نظر مذهبی، گل رز با خون مسیح مرتبط است. همچنین نشان دهنده مریم باکره است؛ بنابراین گل رز یکی از گل‌های نمادین سنتی ایتالیا است. |       | [ ۱۳۷ ]                        |
| ایتالیا          | سوسن سفید          | Lilium               | این گل معمولاً در زمینه‌های مذهبی با مریم باکره همراه است. همچنین با تثلیث خانواده مقدس، به ویژه سه جوانه روی یک ساقه مرتبط است. سوسن نماد عفت و پاکی است. |       | [ ۱۳۷ ]                        |
| بلاروس           | کتان               | Linum usitatissimum  | گل ملی غیررسمی بلاروس، کتان آبی وحشی است. |       | [ ۱۳۸ ] [ ۱۳۹ ]                |
| بلاروس           | گل گندم            | Centaurea            | گل گندم نماد مزارع بلاروس است. |       | [ ۱۴۰ ]                        |
| بلژیک            | شقایق فلاندرز      | papaver rhoeas       | شقایق قرمز به دلیل نقش مهمی که در تاریخ بلژیک دارد، عمیقاً با بلژیک مرتبط است و به‌طور گسترده به عنوان گل ملی غیررسمی بلژیک پذیرفته شده‌است. رنگ قرمز و شکل نمادین این گل برای بسیاری از بلژیکی‌ها نماد انعطاف‌پذیری و امید است. |       | [ ۱۴ ] [ ۱۴۱ ] [ ۱۴۲ ] [ ۱۴۳ ] |
| ژاپن             | ساکورا             | Prunus serrulata     | ساکورا یا شکوفه‌های گیلاس، گل ملی ژاپن در قلب مردم است. شکوفه‌های گیلاس، نشان دهنده ماهیت ناپایدار زندگی است. زیبایی گل‌ها کوتاه و شیرین است. اما معانی متناقضی نیز وجود دارد. شکوفه‌های گیلاس نماد تولد و مرگ، زیبایی و خشونت است. آنها یک نقش اصلی در پرستش طبیعت ژاپنی هستند. |       | [ ۱۴۴ ]                        |
| ژاپن             | گل داوودی          | Chrysanthemum        | گل داوودی نشان امپراتوری ژاپن است. روی جلد پاسپورت ژاپنی این گل چاپ شده‌است، می‌توانید آن را در سفارتخانه‌های ژاپن در خارج از کشور و زیارتگاه‌های شینتو ببینید. پیدایش این نماد به زمان امپراتور گو-توبا (۱۱۸۰–۱۲۳۹) برمی گردد که امپراتور این گل را به عنوان نشان شخصی خود انتخاب کرد. |       | [ ۱۴۵ ]                        |
| فرانسه           | زنبق               |                      | زنبق به عنوان گل ملی فرانسه سابقه طولانی دارد. خانواده سلطنتی باستانی فرانسه قرن‌ها از گل به عنوان نماد خود استفاده می‌کردند. از نظر مذهبی، سه گلبرگ زنبق نماد تثلیث است. در فرانسه مدرن، مردم بر این باورند که گل نشان دهنده خلوص، روشنایی، وقار و آزادی است. |       | [ ۱۴۶ ]                        |
| مصر              | نیلوفر آبی مصری    | Egyptian lotus       | در یکی از نمادهای مصر باستان، خدای خورشید از نیلوفر آبی بیرون می‌آید. اعتقاد بر این بود که رایحه قوی مربوط به گل نشان دهنده حضور یک خدا است. برای مصریان باستان، گلی که بسته می‌شود و در زیر آب غوطه‌ور می‌شود، سپس طلوع می‌کند و دوباره در سپیده‌دم باز می‌شود، به نمادی از تولد دوباره و همچنین اتحاد بین مصر سفلی و مصر علیا تبدیل شد. این گل همچنین با پاکی و الوهیت همراه بود. در دوران باستان، نقش مهمی در مراسم تشییع جنازه ایفا می‌کرد، جایی که نیلوفر آبی روی تابوت‌ها قرار می‌گرفت تا نماد ورود متوفی به دنیای زیرین باشد. |       | [ ۱۴۷ ] [ ۶۶ ]                 |
| گینه             | ورنونیا دجالوننسیس | Vernonia djalonensis | به عنوان گل ملی گینه انتخاب شد، تصمیمی که در انتظار تأیید دولت است. |       | [ ۱۴۸ ]                        |
| ویتنام           | لاله مردابی        | Nelumbo nucifera     | در حالی که ویتنام گل رسمی ندارد، چهار گیاه سنتی به عنوان «چهار گیاه برازنده» در نظر گرفته می‌شوند، یعنی: لاله مردابی، کاج، بامبو و گل داوودی. در ویتنام لاله مردابی به «گل سحر» معروف است و نماد پاکی، تعهد و خوش‌بینی به آینده است. در شب گل بسته می‌شود و در زیر آب فرومی‌رود و در سپیده دم بلند می‌شود و دوباره باز می‌شود. |       | [ ۳۱ ] [ ۱۴۹ ]                 |

## گیاهان زیر ملیتی
- فهرست گل‌های ایالتی هند
- فهرست گل‌های ایالتی و قلمرو ایالات متحده
- گل‌های شهرستانی بریتانیا
- گل‌های استانی سوئد
- فهرست نمادهای گل استرالیا